# Allentown Jets
Los Allentown Jets fueron una franquicia de baloncesto estadounidense que jugó en la Continental Basketball Association, en sus diferentes denominaciones, entre 1957 y 1981. Tenía su sede fue la ciudad de Allentown, en el estado de Pensilvania. Fue uno de los equipos más dominantes de su época, consiguiendo ganar 8 títulos de campeón.

## Historia
El equipo se fundó como Wilmington Jets en 1957, teniendo su sede en Wilmington (Delaware), de donde se trasladaron al año siguiente a Allentown (Pensilvania). Ganaron su primer título de la entonces denominada Eastern Professional Basketball League en 1963, repitiendo título en 4 ocasiones más. En 1971 la liga pasó a denominarse Eastern Basketball Association, consiguiendo otros tres campeonatos bajo esa denominación.
En 1979 la franquicia fue rebautizada como Lehigh Valley Jets, en un intento de regionalizar y ampliar su númerod e aficionados al resto de la comarca. Sin embargo, dos años más tarde, el equipo desaparecería.

## Temporadas
| Año     | Liga | Temp. Regular | Playoffs         |
| ------- | ---- | ------------- | ---------------- |
| 1958/59 | EPBL | 8º            | No se clasificó  |
| 1959/60 | EPBL | 3º            | Semifinales      |
| 1960/61 | EPBL | 1º            | Finales          |
| 1961/62 | EPBL | 1º            | Campeones        |
| 1962/63 | EPBL | 1º            | Campeones        |
| 1963/64 | EPBL | 1º            | Semifinales      |
| 1964/65 | EPBL | 4º            | Campeones        |
| 1965/66 | EPBL | 3º Este       | Cuartos de final |
| 1966/67 | EPBL | 2º Oeste      | Semifinales      |
| 1967/68 | EPBL | 10            | Campeones        |
| 1968/69 | EPBL | 3º Oeste      | Cuartos de final |
| 1969/70 | EPBL | 1º            | Campeones        |
| 1970/71 | EBA  | 2º Sur        | Semifinales      |
| 1971/72 | EBA  | 1º            | Campeones        |
| 1972/73 | EBA  | 4th           | Cuartos de final |
| 1973/74 | EBA  | 1º Oeste      | Finales          |
| 1974/75 | EBA  | 2º            | Campeones        |
| 1975/76 | EBA  | 1º            | Campeones        |
| 1976/77 | EBA  | 1º            | Finales          |
| 1977/78 | EBA  | 4º Oeste      | No se clasificó  |
| 1978/79 | CBA  | 2º Sur        | Semifinales      |
| 1979/80 | CBA  | 1º Sur        | Cuartos de final |
| 1980/81 | CBA  | 4º Este       | Cuartos de final |

## Jugadores destacados
- Brendan McCann
- Mike Riordan
- Tom Riker